# Regole del golf
(Principio fondamentale del golf)
Le regole del golf sono un insieme di norme e procedure standard con cui lo sport del golf dovrebbe essere giocato. Esse sono congiuntamente scritte e gestite dal Royal & Ancient Golf Club di St. Andrews, l'organo di governo del golf in tutto il mondo, all'infuori di Stati Uniti e Messico, che sono di competenza della United States Golf Association. Una commissione di esperti composta da membri del R&A e USGA, supervisiona e perfeziona le regole ogni quattro anni. L'ultima revisione è in vigore dal 1º gennaio 2016. Le modifiche alle regole del golf si suddividono generalmente in due principali categorie: quelle che ne migliorano la comprensione e quelle che in certi casi riducono le penalità per garantire equilibrio. Il libro delle regole, dal titolo "Regole del Golf", è pubblicato su base regolare e comprende anche norme che disciplinano lo status di dilettante. In Italia spetta alla Federgolf vigilare sulle competizioni facendo rispettare le regole emanate dal R & A, controllando che dette norme siano osservate dai Circoli, dalle Associazioni e dai loro tesserati e ne gestisce la giustizia sportiva derivante, tutelando all'estero i loro interessi.
Le regole del golf sono relativamente complicate rispetto ad altri sport perché trovano applicazione all'aperto, vicino alla natura e agli animali. Il rispetto delle regole è elemento basilare nel gioco del golf, che, basandosi quasi sempre sull'autocontrollo e sulla libera coscienza dei giocatori, vede spesso risultati falsati, consciamente a volte, ma spesso inconsciamente o per leggerezza, per l'inosservanza da parte di molti giocatori delle regole di gioco. In aggiunta alle regole, il golf aderisce a un codice di condotta, noto come etichetta, che generalmente significa giocare la partita con il dovuto rispetto per il campo da golf e altri giocatori. L'etichetta è una componente imprescindibile di questo sport.

## Storia
I primi documenti che testimoniano l'esistenza di regole del golf risalgono al marzo 1744. Le regole furono prodotte in vista di una competizione che si doveva tenere ad un golf club scozzese, e contenevano 13 punti in totale. Inizialmente, scrivere le regole era responsabilità di ogni singolo club e quindi esse variavano a seconda del luogo in cui si giocava.
Dal 1952, il R&A congiuntamente all'USGA pubblica un libro delle regole, comune a tutti i campi da gioco sotto alla loro giurisdizione.

## Struttura
Vi sono 34 regole, ognuna dedicata ad una parte specifica del gioco. Un comitato locale può inoltre stabilire delle regole pertinenti allo specifico campo di gioco: a tal scopo, il libro delle regole propone alcune frequenti variazioni. Infine, all'interno delle regole vi sono anche le specifiche tecniche per i bastoni e le palle che possono essere utilizzate.
Sezione
- I: Etichetta
- II: Definizioni
- III: Le Regole di Gioco
  - Il gioco
    - Regola 1: Il gioco
    - Regola 2: Match Play
    - Regola 3: Stroke Play [Gioco a colpi]

  - I Bastoni e la palla
    - Regola 4: I bastoni
    - Regola 5: La palla

  - Responsabilità del giocatore
    - Regola 6: Il giocatore
    - Regola 7: Pratica
    - Regola 8: Consiglio; Indicare la linea di gioco
    - Regola 9: Informazione sui colpi giocati

  - Ordine di gioco
    - Regola 10: Ordine di gioco

  - Area di partenza
    - Regola 11: Area di partenza

  - Giocare la palla
    - Regola 12: Cercare e identificare la palla
    - Regola 13: Palla giocata come si trova
    - Regola 14: Colpire la palla
    - Regola 15: Sostituzione della palla; Palla sbagliata

  - Il green
    - Regola 16: Il green
    - Regola 17: L'asta della bandiera

  - Palla mossa, deviata o fermata
    - Regola 18: Palla ferma che viene mossa
    - Regola 19: Palla in movimento deviata o fermata

  - Situazioni in cui ovviare e Procedure
    - Regola 20: Alzare, droppare e piazzare; Giocare da un posto sbagliato
    - Regola 21: Pulire la palla
    - Regola 22: Palla che aiuta o interferisce con il gioco
    - Regola 23: Impedimenti sciolti
    - Regola 24: Ostruzioni
    - Regola 25: Condizioni anormali del terreno; Palla infossata e green sbagliato
    - Regola 26: Ostacoli d'acqua (ostacoli d'acqua laterali inclusi)
    - Regola 27: Palla persa o fuori limite; Palla provvisoria
    - Regola 28: Palla ingiocabile

  - Altre forme di gioco
    - Regola 29: Threesome e Foursome
    - Regola 30: Match Play Three Ball, Best-Ball e Four-Ball (quattro palle)
    - Regola 31: Stroke Play Four-Ball [gioco a colpi quattro palle]
    - Regola 32: Gare contro bogey, contro par e stableford

  - Amministrazione
    - Regola 33: Il comitato
    - Regola 34: Controversie e decisioni
- Appendice I
  - A: Regole locali
  - B: Regole locali tipo
  - C: Condizioni di gara
- Appendice II
  - Caratteristiche dei bastoni
- Appendice III
  - La palla
  - Regole per lo status del dilettante

## Penalità
Per ogni infrazione alle regole è prevista una penalità più o meno grave per il giocatore. La penalità si applica anche se è il caddie del giocatore ad infrangere una regola specifica.
La penalità più grave è la squalifica: essa può essere adottata ad esempio se i giocatori si mettono d'accordo per non rispettare le regole (1-2), se un giocatore o un marcatore non firma lo score al termine della gara o se un giocatore segna un punteggio inferiore a quello effettivamente ottenuto (6-6). In casi eccezionali, il Comitato ha discrezionalità nell'applicare una penalità di squalifica, ad esempio per una grave infrazione all'etichetta (33-7).
La penalità in cui si incorre più comunemente nel corso del gioco è quella di un colpo. Esso va aggiunto al proprio punteggio nei casi in cui si scelga di droppare una palla quando essa sia finita in un ostacolo d'acqua o in un punto considerato ingiocabile. La penalità di colpo e distanza viene invece applicata quando una palla è persa o è fuori limite: in quel caso, bisogna ritornare nel punto in cui si era giocato l'ultimo colpo, aggiungere il colpo di penalità e continuare il gioco con un'altra palla.